# Eupetaurus cinereus
La ardilla voladora lanuda (Eupetaurus cinereus) es la única especie del género Eupetaurus. Hasta hace poco, los conocimientos científicos de esta rara especie se limitaban a los obtenidos de once pieles recolectadas a fines del siglo XIX. Sin embargo, las investigaciones recientes han confirmado que aún habita en la región de Cachemira. Es el miembro de mayores dimensiones de la familia Sciuridae y el animal planeador más pesado que se conoce; las observaciones confirman que a pesar de su tamaño, planea tan efectivamente como las demás ardillas voladoras.

## Distribución y morfología
Esta especie ha sido avistada en el norte de Pakistán, en el área alrededor de Gilgit. Otros especímenes fueron adquiridos en un bazar en el Tíbet, recolectados en estado salvaje en el Tíbet o en Yunnan, China. Desde 1994, se han capturado especímenes en el valle de Sai, Gorabad y Balti Gali, todos estos en el norte de Pakistán. En 2004, se videograbó al animal en el valle de Raikot cerca de Nanga Parbat, Pakistán. Su hábitat preferido parecen ser los bosques de coníferas a grandes alturas, cerca de precipicios y cuevas.
La ardilla voladora lanuda es bastante grande para una ardilla voladora, pues entre la cabeza y el cuerpo mide entre 45 y 60 cm. Las muelas son únicas ya que son de cúspides tanto chatas como altas (hipsodontos), lo que la distingue de otras ardillas y sugiere que se alimenta de materia vegetal muy abrasiva, incluyendo agujas de pino. El animal tiene un pelaje largo y espeso, con un patrón entrecano que le da la apariencia de lana, de ahí su nombre.